# Danh sách đĩa nhạc của Iz*One
Danh sách đĩa nhạc của nhóm nhạc nữ Hàn Quốc - Nhật Bản IZ*ONE bao gồm 1 album phòng thu, 6 mini-album và 8 đĩa đơn. Nhóm ra mắt vào ngày 29 tháng 10 năm 2018 với mini-album đầu tay COLOR*IZ cùng bài hát chủ đề "La Vie en Rose". Mini-album bán được 34.000 bản trong ngày đầu phát hành, lập kỷ lục là nhóm nữ có số lượng album debut bán ra ngày đầu cao nhất, COLOR*IZ đạt thứ hạng cao nhất là thứ 2 trên Gaon Album Chart và bán tổng cộng hơn 225.000 bản.
Ngày 1 tháng 4 năm 2019, IZ*ONE phát hành mini-album thứ hai HEART*IZ cùng bài hát chủ đề "Violeta". Số lượng đặt trước album nội địa vượt 200.000 bản. Sau khi được phát hành, HEART*IZ đứng đầu hai bảng xếp hạng Gaon Album và Oricon Overseas Album Charts, và bán được hơn 130.000 trong tuần đầu tiên, một kỷ lúc mới của các nhóm nhạc K-pop nữ thời điểm đó. Mini-album được trao chứng nhận Bạch Kim vào ngày 10 tháng 10 bởi Hiệp hội Nội dung Âm nhạc Hàn Quốc (KMCA) sau khi bán được hơn 250.000 đơn vị. Nó còn đạt thứ hạng cao nhất là thứ 6 trên bảng xếp hạng Billboard World Albums. Trong khi đó, ca khúc chủ đề "Violeta" đạt thứ hạng cao nhất lần lượt là thứ 18 và 5 trên Gaon Digital Chart và Billboard K-pop Hot 100. Nó cũng đạt thứ hạng 8 trên Billboard World Digital Songs.
IZ*ONE phát hành album phòng thu đầu tay của nhóm BLOOM*IZ với bài hát chủ đề "Fiesta" vào ngày 17 tháng 2 năm 2020. Ngày 23 tháng 2, một tuần sau đó, BLOOM*IZ phá kỷ lục lúc bấy giờ là album của nhóm nữ có lượng đĩa bán ra tuần đầu cao nhất trên Hanteo với 356.313 bản trong 7 ngày; và cũng là nhóm nữ đầu tiên trong lịch sử bảng xếp hạng Hanteo vượt mốc 300.000 bản tuần đầu. Ngày 15 tháng 6 năm 2020, nhóm phát hành mini-album thứ 3 Oneiric Diary cùng với bài hát chủ đề "Secret Story of the Swan". Ngày 22 tháng 6, IZ*ONE được xác nhận là đã một lần nữa phá kỷ lục doanh số album tuần đầu của các nhóm nhạc nữ lúc bấy giờ, với 389.334 bản được bán ra trong 7 ngày kể từ ngày phát hành.

## Album phòng thu
| Tên                                                                                       | Chi tiết | Thứ hạng cao nhất | Thứ hạng cao nhất | Thứ hạng cao nhất | Thứ hạng cao nhất | Doanh số                                      | Chứng nhận       |
| Tên                                                                                       | Chi tiết | Hàn Quốc          | Nhật Bản          | Nhật Bản          | Hoa Kỳ            | Doanh số                                      | Chứng nhận       |
| Tên                                                                                       | Chi tiết | Gaon              | Oricon            | NB Hot            | Mỹ World          | Doanh số                                      | Chứng nhận       |
| ----------------------------------------------------------------------------------------- | --- | ----------------- | ----------------- | ----------------- | ----------------- | --------------------------------------------- | ---------------- |
| BLOOM*IZ                                                                                  | - Ngày phát hành: ngày 17 tháng 2 năm 2020 - Hãng đĩa: Off the Record, Stone Music, Genie Music - Định dạng: CD, Kihno, nhạc số - Ngôn ngữ: Tiếng Hàn Danh sách bài hát 1. Eyes 2. Fiesta 3. Dreamlike 4. Ayayaya 5. So Curious 6. Spaceship 7. Destiny (우연이 아니야) 8. You & I 9. Daydream 10. Pink Blusher 11. Someday (언젠가 우리의 밤도 지나가겠죠) 12. Open Your Eyes | 2                 | 3                 | 6                 | 15                | - Hàn: 484.270 - Nhật: 23.960 - Hoa Kỳ: 1.000 | - KMCA: Bạch kim |
| "—" cho biết Album không lọt vào bảng xếp hạng hoặc không được phát hành tại khu vực này. | |                   |                   |                   |                   |                                               |                  |

## Mini-album

### Tiếng Hàn
| Tên                                                                                       | Chi tiết | Thứ hạng cao nhất | Thứ hạng cao nhất | Thứ hạng cao nhất | Thứ hạng cao nhất | Thứ hạng cao nhất | Doanh số                                      | Chứng nhận       |
| Tên                                                                                       | Chi tiết | Hàn Quốc          | Nhật Bản          | Nhật Bản          | Pháp              | Hoa Kỳ            | Doanh số                                      | Chứng nhận       |
| Tên                                                                                       | Chi tiết | Gaon              | Oricon            | JP Hot            | Pháp              | US World          | Doanh số                                      | Chứng nhận       |
| ----------------------------------------------------------------------------------------- | --- | ----------------- | ----------------- | ----------------- | ----------------- | ----------------- | --------------------------------------------- | ---------------- |
| COLOR*IZ                                                                                  | - Ngày phát hành: 29 tháng 10 năm 2018 - Hãng đĩa: Off The Record, Stone Music, Genie - Định dạng: CD, Kihno, nhạc số - Ngôn ngữ: Tiếng Hàn, tiếng NhậtDanh sách bài hát 1. Pick Me (IZ*ONE ver.) (CD only) (내꺼야) | 2                 | 1                 | 3                 | 184               | 9                 | - Hàn: 263.407 - Nhật: 48.734 - Hoa Kỳ: 2.000 | - KMCA: Bạch kim |
| HEART*IZ                                                                                  | - Ngày phát hành: 1 tháng 4 năm 2019 - Hãng đĩa: Off The Record, Stone Music, Genie - Định dạng: CD, Kihno, nhạc số - Ngôn ngữ: Tiếng HànDanh sách bài hát 1. Gokigen Sayonara (Korean ver.) (기분 좋은 안녕) | 1                 | 4                 | 5                 | —                 | 6                 | - Hàn: 291.485 - Nhật: 40.065                 | - KMCA: Bạch kim |
| Oneiric Diary                                                                             | - Ngày phát hành: 15 tháng 6 năm 2020 - Hãng đĩa: Off The Record, Swing, Stone Music, Genie - Định dạng: CD, Kihno, nhạc số - Ngôn ngữ: Tiếng Hàn, tiếng NhậtDanh sách bài hát 1. Welcome 2. Secret Story of the Swan (환상동화) 3. Pretty 4. Merry-Go-Round (회전목마) 5. Rococo 6. With*One 7. Secret Story of the Swan (Japanese Ver.) (幻想童話) 8. Merry-Go-Round (Japanese Ver.) | 2                 | 8                 | 3                 | —                 | —                 | - Hàn: 537.820 - Nhật: 19.928                 | - KMCA: Bạch kim |
| One-reeler / Act IV                                                                       | - Ngày phát hành: 7 tháng 12 năm 2020 - Hãng đĩa: Off the Record, Swing Entertainment - Định dạng: CD, kihno, nhạc sốDanh sách bài hát 1. Mise-en-Scène 2. Panorama 3. Island 4. Sequence 5. O Sole Mio 6. Slow Journey (느린 여행) | 1                 | 8                 | 11                | —                 | —                 | - Hàn: 456,444                                | - KMCA: Bạch kim |
| "—" cho biết Album không lọt vào bảng xếp hạng hoặc không được phát hành tại khu vực này. | |                   |                   |                   |                   |                   |                                               |                  |

### Tiếng Nhật
| Tên              | Chi tiết                                                                                     | Doanh số      |
| ---------------- | -------------------------------------------------------------------------------------------- | ------------- |
| Suki to Iwasetai | - Phát hành: 5 tháng 2 năm 2019 - Hãng đĩa: EMI - Định dạng: Nhạc số - Ngôn ngữ: Tiếng Nhật  | - Nhật: 2.555 |
| Buenos Aires     | - Phát hành: 21 tháng 6 năm 2019 - Hãng đĩa: EMI - Định dạng: Nhạc số - Ngôn ngữ: Tiếng Nhật | - Nhật: 1.407 |
| Vampire          | - Phát hành: 25 tháng 9 năm 2019 - Hãng đĩa: EMI - Định dạng: Nhạc số - Ngôn ngữ: Tiếng Nhật | - Nhật: 860   |

## Đĩa đơn

### Tiếng Hàn
| "La Vie en Rose" (라비앙로즈)                                                             | 2018 | 14 | 11 | 21 | 6  | - Mỹ: 6.000 | COLOR*IZ      |
| "Violeta" (비올레타)                                                                      | 2019 | 18 | 5  | 13 | 8  |             | HEART*IZ      |
| "Fiesta"                                                                                  | 2020 | 3  | 2  | 6  | 13 |             | BLOOM*IZ      |
| "Secret Story of the Swan" (환상동화)                                                     | 2020 | 6  | 9  | 14 | 11 |             | Oneiric Diary |
| "—" cho biết Album không lọt vào bảng xếp hạng hoặc không được phát hành tại khu vực này. |      |    |    |    |    |             |               |

### Tiếng Nhật
| Tên                                                                                       | Chi tiết | Thứ hạng cao nhất | Thứ hạng cao nhất | Thứ hạng cao nhất | Doanh số                         | Chứng nhận       |
| Tên                                                                                       | Chi tiết | Hàn Quốc          | Nhật Bản          | Nhật Bản          | Doanh số                         | Chứng nhận       |
| Tên                                                                                       | Chi tiết | HQ Hot            | NB                | NB Hot            | Doanh số                         | Chứng nhận       |
| ----------------------------------------------------------------------------------------- | --- | ----------------- | ----------------- | ----------------- | -------------------------------- | ---------------- |
| "Suki to Iwasetai" (好きと言わせたい)                                                     | - Ngày phát hành: 6 tháng 2 năm 2019 - Hãng đĩa: EMI - Định dạng: CD, nhạc số - Ngôn ngữ: Tiếng Nhật Danh sách bài hát Type A 1. Suki to Iwasetai (好きと言わせたい) 2. Gwaen Chanha Yo (ケンチャナヨ) 3. Gokigen Sayonara (ご機嫌サヨナラ) 4. Suki to Iwasetai (Instrumental) (好きと言わせたい) 5. Gwaen Chanha Yo (Instrumental) (ケンチャナヨ) 6. Gokigen Sayonara (Instrumental) (ご機嫌サヨナラ) Type B 1. Suki to Iwasetai (好きと言わせたい) 2. Gwaen Chanha Yo (ケンチャナヨ) 3. Neko ni Naritai (猫になりたい) 4. Suki to Iwasetai (Instrumental) (好きと言わせたい) 5. Gwaen Chanha Yo (Instrumental) (ケンチャナヨ) 6. Neko ni Naritai (Instrumental) (猫になりたい) WIZ*ONE edition 1. Suki to Iwasetai (好きと言わせたい) 2. Gwaen Chanha Yo (ケンチャナヨ) 3. Dance wo Omoidasumade (ダンスを思い出すまで) 4. Suki to Iwasetai (Instrumental) (好きと言わせたい) 5. Gwaen Chanha Yo (Instrumental) (ケンチャナヨ) 6. Dance wo Omoidasumade (Instrumental) (ダンスを思い出すまで) | —                 | 2                 | 2                 | - NB: 244.284 (Phy.) - NB: 7.016 | - RIAJ: Bạch kim |
| "Buenos Aires"                                                                            | - Ngày phát hành: 26 tháng 6 năm 2019 - Hãng đĩa: EMI - Định dạng: CD, nhạc số - Ngôn ngữ: Tiếng Nhật Danh sách bài hát Type A 1. Buenos Aires 2. Tomorrow 3. Target 4. Buenos Aires (Instrumental) 5. Tomorrow (Instrumental) 6. Target (Instrumental) Type B 1. Buenos Aires 2. Tomorrow 3. Toshishita Boyfriend (年下Boyfriend) 4. Buenos Aires (Instrumental) 5. Tomorrow (Instrumental) 6. Toshishita Boyfriend (Instrumental) (年下Boyfriend) WIZ*ONE edition 1. Buenos Aires 2. Tomorrow 3. Human Love 4. Buenos Aires (Instrumental) 5. Tomorrow (Instrumental) 6. Human Love (Instrumental) | —                 | 1                 | 1                 | - NB: 229.428 (Phy.)             | - RIAJ: Bạch kim |
| "Vampire"                                                                                 | - Ngày phát hành: 25 tháng 9 năm 2019 - Định dạng: CD, nhạc số - Hãng đĩa: EMI - Ngôn ngữ: Tiếng Nhật, Tiếng Hàn Danh sách bài hát Type A 1. Vampire 2. Kimi Igai (君以外) 3. Love Bubble 4. Vampire (Instrumental) 5. Kimi Igai (Instrumental) (君以外) 6. Love Bubble (Instrumental) Type B 1. Vampire 2. Kimi Igai (君以外) 3. Shigaisen Nanka Buttobase (紫外線なんかぶっとばせ) 4. Vampire (Instrumental) 5. Kimi Igai (Instrumental) (君以外) 6. Shigaisen Nanka Buttobase (Instrumental) (紫外線なんかぶっとばせ) WIZ*ONE edition 1. Vampire 2. Kimi Igai (君以外) 3. Fukigen Lucy (不機嫌Lucy) 4. Vampire (Instrumental) 5. Kimi Igai (Instrumental) (君以外) 6. Fukigen Lucy (Instrumental) (不機嫌Lucy) | 52                | 1                 | 1                 | - NB: 227.203 (Phy.)             | - RIAJ: Vàng     |
| "—" cho biết Album không lọt vào bảng xếp hạng hoặc không được phát hành tại khu vực này. | |                   |                   |                   |                                  |                  |

### Ca khúc kết hợp
| Năm  | Tên                           | Album                 |
| ---- | ----------------------------- | --------------------- |
| 2019 | "Rise" (Jonas Blue ft IZ*ONE) | Không nằm trong album |

## Các bài hát lọt vào bảng xếp hạng khác
| Tên                                                                                       | Năm  | Thứ hạng cao nhất | Thứ hạng cao nhất | Album         |
| Tên                                                                                       | Năm  | Hàn Quốc          | Hàn Quốc          | Album         |
| Tên                                                                                       | Năm  | HQ                | HQ Hot            | Album         |
| ----------------------------------------------------------------------------------------- | ---- | ----------------- | ----------------- | ------------- |
| "Eyes"                                                                                    | 2020 | 125               | —                 | BLOOM*IZ      |
| "Dreamlike"                                                                               | 2020 | 127               | —                 | BLOOM*IZ      |
| "Ayayaya"                                                                                 | 2020 | 110               | 74                | BLOOM*IZ      |
| "So Curious"                                                                              | 2020 | 120               | —                 | BLOOM*IZ      |
| "Spaceship"                                                                               | 2020 | 130               | 95                | BLOOM*IZ      |
| "Destiny" (우연이 아니야)                                                                 | 2020 | 134               | —                 | BLOOM*IZ      |
| "You & I"                                                                                 | 2020 | 144               | —                 | BLOOM*IZ      |
| "Daydream"                                                                                | 2020 | 162               | —                 | BLOOM*IZ      |
| "Pink Blusher"                                                                            | 2020 | 167               | —                 | BLOOM*IZ      |
| "Someday" (언젠가 우리의 밤도 지나가겠죠)                                                 | 2020 | 132               | —                 | BLOOM*IZ      |
| "Open Your Eyes"                                                                          | 2020 | 164               | —                 | BLOOM*IZ      |
| "Welcome"                                                                                 | 2020 | 131               | 91                | Oneiric Diary |
| "Pretty"                                                                                  | 2020 | 122               | 92                | Oneiric Diary |
| "Merry-Go-Round" (회전목마)                                                               | 2020 | 92                | 65                | Oneiric Diary |
| "Rococo"                                                                                  | 2020 | 160               | 93                | Oneiric Diary |
| "With*One"                                                                                | 2020 | 152               | —                 | Oneiric Diary |
| "—" cho biết Album không lọt vào bảng xếp hạng hoặc không được phát hành tại khu vực này. |      |                   |                   |               |

## Video âm nhạc
| Năm        | Tên                        | Đạo diễn                         | Thành viên                                                           | Ghi chú                 | Tham khảo |
| Tiếng Hàn  | Tiếng Hàn                  | Tiếng Hàn                        | Tiếng Hàn                                                            | Tiếng Hàn               | Tiếng Hàn |
| ---------- | -------------------------- | -------------------------------- | -------------------------------------------------------------------- | ----------------------- | --------- |
| 2018       | "La Vie en Rose"           | VM Project Architecture          | Cả nhóm                                                              | MV debut                |           |
| 2019       | "Violeta"                  | Digipedi                         | Cả nhóm                                                              |                         | [ 55 ]    |
| 2020       | "Fiesta"                   | Rigend Film Studio               | Cả nhóm                                                              | [ 56 ]                  |           |
| 2020       | "Secret Story of the Swan" | Ziyong Kim (FantazyLab)          | Cả nhóm                                                              |                         |           |
| 2020       | "Panorama"                 |                                  | Cả nhóm                                                              |                         |           |
| 2021       | "D-D-Dance"                | Young-Ji Choi (PINKLABEL VISUAL) | Cả nhóm                                                              | [ 57 ]                  |           |
| 2021       | "Zero: Attitude"           |                                  | Kwon Eun-bi, Miyawaki Sakura, Kim Min-ju, Jo Yu-ri và Jang Won-young | Kết hợp với Soyou, pH-1 |           |
| Tiếng Nhật |                            |                                  |                                                                      |                         |           |
| 2019       | "Suki to Iwasetai"         | Ikeda Kazuma                     | Cả nhóm                                                              | MV debut tại Nhật       | [ 58 ]    |
| 2019       | "Gokigen Sayonara"         | Arafune Yasunori                 | Cả nhóm                                                              |                         | [ 59 ]    |
| 2019       | "Neko ni Naritai"          | Bait Saito                       | Cả nhóm                                                              | [ 60 ]                  |           |
| 2019       | "Buenos Aires"             | Hayashi Kyotaro                  | Cả nhóm                                                              | [ 61 ]                  |           |
| 2019       | "Target"                   | Yokobori Mitsunori               | Cả nhóm                                                              | [ 62 ]                  |           |
| 2019       | "Toshishita Boyfriend"     | Arafune Yasunori                 | Cả nhóm                                                              | [ 63 ]                  |           |
| 2019       | "Vampire"                  | Takehiro Shiraishi               | Cả nhóm                                                              | [ 64 ]                  |           |